# Eucraniini
Eucraniini (лат.) — триба пластинчатоусых из подсемейства Scarabaeinae.

## Систематика
Триба включает в себя четыре рода.

### Перечень родов
- Anomiopsoides Blackwelder, 1944
- Ennearabdus van Lansberge, 1874
- Eucranium Brullé, 1834
- Glyphoderus Westwood, 1837